# Emma Bonino
Pour les articles homonymes, voir Bonino.
Emma Bonino, née le 9 mars 1948 à Bra, est une femme politique italienne.
Elle est successivement ou concomitamment adhérente et cadre du Parti radical (PR), des Radicaux italiens (RI) et de +Europa (+Eu).
Membre de la Chambre des députés à partir de 1976, elle entre au Parlement européen trois ans plus tard, alternant entre ces deux assemblées pendant près de trente ans. Elle est commissaire européenne à la Pêche et à la Consommation de 1995 à 1999. Sa « liste Bonino » arrive en quatrième position des élections européennes de 1999 en Italie, avec 8,5 % des voix.
Elle quitte définitivement le Parlement européen en 2006 pour devenir ministre du Commerce international et ministre pour les Affaires européennes dans le gouvernement de centre gauche de Romano Prodi. À la suite des élections parlementaires de 2008, elle devient vice-présidente du Sénat.
En 2013, non-réélue sénatrice, elle est un temps pressentie pour devenir présidente de la République ; elle est également citée pour cette fonction en 2015. Elle est ministre des Affaires étrangères dans le gouvernement Letta, de 2013 à 2014.
En 2015, elle se met temporairement en retrait de la vie politique en raison d’un cancer du poumon. Elle conduit ensuite la coalition centriste +Europa aux élections parlementaires de 2018, lors desquelles elle retrouve son siège au Sénat, avant d’être battue aux élections sénatoriales de 2022.

## Situation personnelle

### Enfance
Elle naît le 9 mars 1948 à Bra.

### Formation
Après avoir suivi ses études secondaires à Bra, elle se rend à Milan, où elle intègre la prestigieuse université Bocconi. Elle y étudie la littérature et en ressort diplômée en 1972 avec une thèse sur L'Autobiographie de Malcolm X.

## Parcours politique

### 1975-1995: débuts
En 1973, elle participe à la fondation du centre d'information sur la stérilisation et l'avortement (CISA), à Milan. Elle avoue, deux ans plus tard, avoir pratiqué des interruptions volontaires de grossesse (IVG), alors interdites en Italie.
Elle se présente, en 1976, aux élections générales anticipées du 20 juin à la Chambre des députés, comme tête de liste du Parti radical. Élue dans la province de Rome, elle devient secrétaire du groupe du PR, qui compte cinq élus, puis présidente, en remplacement de Marco Pannella, le 21 avril 1978. Elle démissionne pourtant de son mandat parlementaire le 20 décembre suivant.

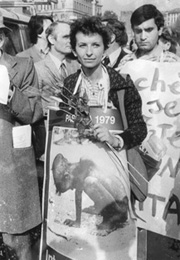
Emma Bonino en 1979 lors d'une marche contre la faim dans le monde.

Quelques mois plus tard, aux élections générales anticipées du 3 juin 1979, elle est réélue députée, toujours dans la province de Rome. Cela ne l'empêche pas, une semaine plus tard, de remporter un siège au Parlement européen, où elle fait partie du groupe des non-inscrits, lors des élections européennes du 10 juin 1979. Le 8 janvier 1982, elle retrouve la présidence du groupe radical à la Chambre italienne.
Candidate aux élections générales anticipées du 26 juin 1983, elle est élue une nouvelle fois, mais démissionne dès le 10 août. Le 11 septembre 1984, elle renonce à son mandat européen. Elle le retrouve le 9 janvier 1986 et revient à la Chambre le 5 décembre suivant.
Ayant démissionné, le 12 avril 1988, du Parlement européen, elle fait son retour comme députée, de la province de Naples, à partir du 10 juin 1990. Elle est choisie, deux jours plus tard, comme secrétaire de la Chambre des députés. Aux élections générales des 5 et 6 avril 1992, elle retrouve son mandat dans la province de Rome. Elle est choisie, un an après, comme secrétaire du Parti radical.
En 1993, elle fonde l'ONG No Peace Without Justice.
Lors des élections générales anticipées des 27 et 28 mars 1994, qui se déroulent selon un nouveau mode de scrutin, elle remporte un siège dans la circonscription « Padova - Selvazzano Dentro », en Vénétie, sous les couleurs du Pôle des libertés, l'alliance électorale de Silvio Berlusconi,.

### 1995-1999: commissaire européenne
Le 23 janvier 1995, Berlusconi, devenu président du Conseil des ministres d'Italie, nomme Emma Bonino à la Commission européenne, avec Mario Monti. Jacques Santer, nouveau président de la Commission, la désigne alors commissaire européenne à la Pêche, à la Politique des consommateurs et à la Protection de leur santé, ayant tutelle sur la direction générale de l'Aide humanitaire (ECHO). Elle renonce alors à tous ses mandats et fonctions dans son pays.
À compter du 16 mars 1999, elle est chargée de l'intérim de ses responsabilités, après la démission collective du collège des commissaires du fait de la mise en cause de la gestion collective et individuelle des commissaires ; elle fait partie des commissaires mis en cause nominativement pour des erreurs de gestion et des irrégularités.

### 1999-2006: liste Bonino et retour au Parlement européen
À peine trois mois plus tard, elle se présente aux élections européennes du 13 juin 1999, à la tête de la « Liste Bonino ». Avec un score de 8,46 % des suffrages, elle s'impose comme la quatrième force politique du pays et remporte sept députés, sur 87 à pourvoir.
De retour au Parlement européen, elle siège de nouveau parmi les non-inscrits. Aux élections européennes des 12 et 13 juin 2004, elle se contente de 2,25 % des voix, soit deux sièges sur 78. Elle rejoint alors l'Alliance des démocrates et des libéraux pour l'Europe (ADLE).

### 2006-2008: la Rose au poing et participation gouvernementale

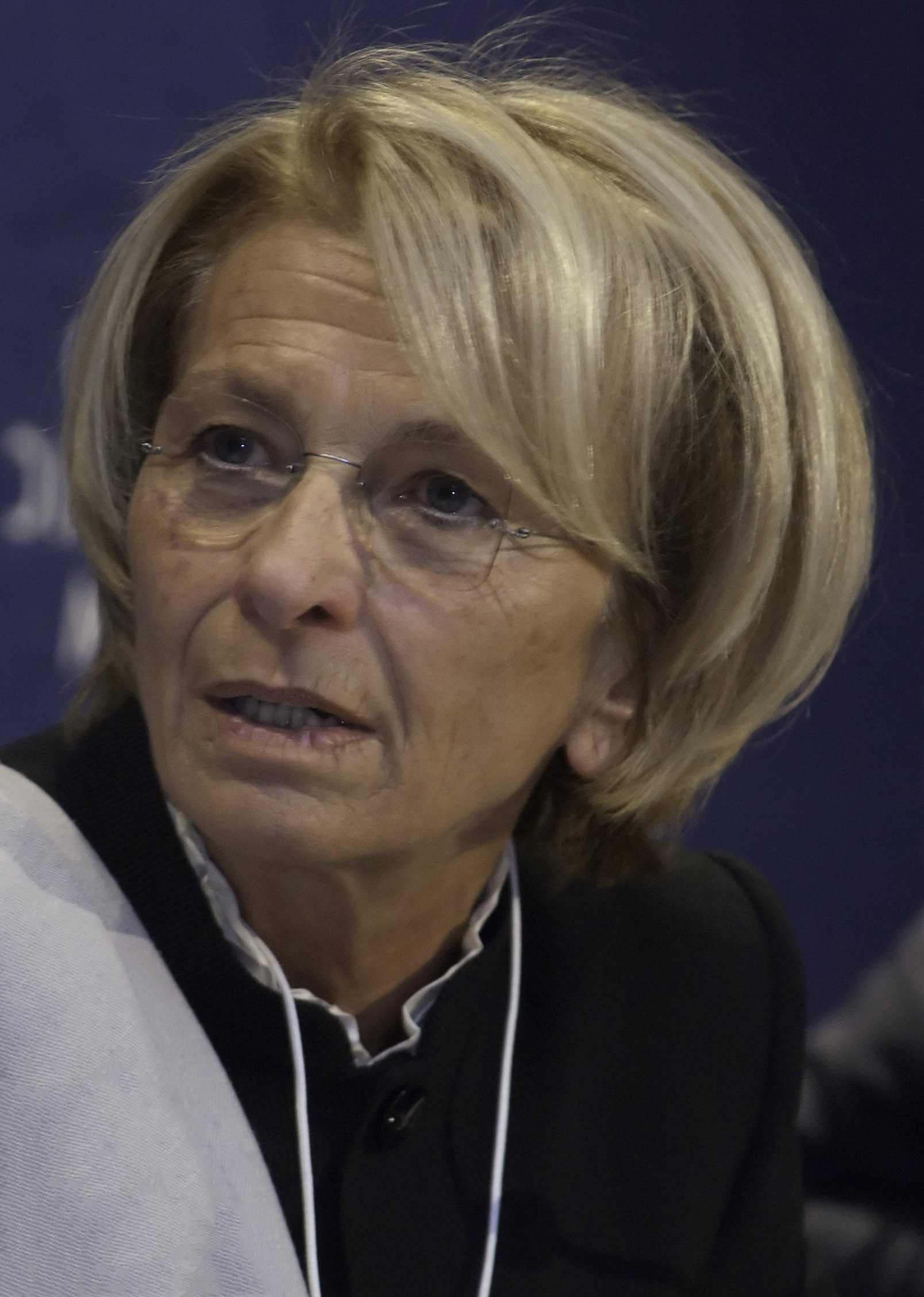
Emma Bonino en 2010.

À l'approche des élections générales des 9 et 10 avril 2006, elle participe à la création de l'alliance Rose au poing (RnP), qui rassemble les Radicaux italiens et les Socialistes démocrates italiens (SDI). Membre de la vaste coalition de gauche L'Union, emmenée par Romano Prodi, la RnP obtient 18 députés, dont Bonino, mais aucun sénateur.
Le 16 mai suivant, elle fait son entrée au gouvernement, comme ministre du Commerce international et ministre pour les Affaires européennes, sans portefeuille. Elle remet sa démission, refusée, le 17 juillet 2007, après que Prodi a émis la volonté de revenir sur le projet de réforme des retraites.

### 2008-2013: vice-présidente du Sénat
À la suite de la chute du gouvernement Prodi II, des élections générales anticipées sont convoquées en avril 2008. Emma Bonino se présente alors comme candidate au Sénat de la République, dans le Piémont, sur la liste du nouveau Parti démocrate (PD), qui réserve des places aux Radicaux.
Élue sénatrice, elle propose sa candidature à la présidence du Sénat mais ne recueille que 13 suffrages à l'issue d'un tour unique remporté par le président du groupe des sénateurs de Forza Italia, Renato Schifani. Elle est néanmoins nommée vice-présidente du Sénat le 6 mai suivant.
Au mois de janvier 2010, elle annonce qu'elle sera candidate aux élections régionales du Latium, qui se tiennent les 28 et 29 mars suivant. Initialement appuyée par les seuls radicaux, elle reçoit ensuite le soutien des démocrates. Avec 48,32 % des voix, sa coalition de centre gauche « Emma Bonino Presidenta » est battue par l'alliance de centre droit « Per il Lazio », de Renata Polverini, qui remporte 51,14 % des suffrages. Bien que la loi électorale le lui permette, elle renonce à siéger au sein du conseil régional.
Elle perd son siège de sénatrice lors des élections générales de 2013, les Radicaux italiens n'atteignant pas le seuil pour avoir des élus,.

### 2013-2014: ministre des Affaires étrangères

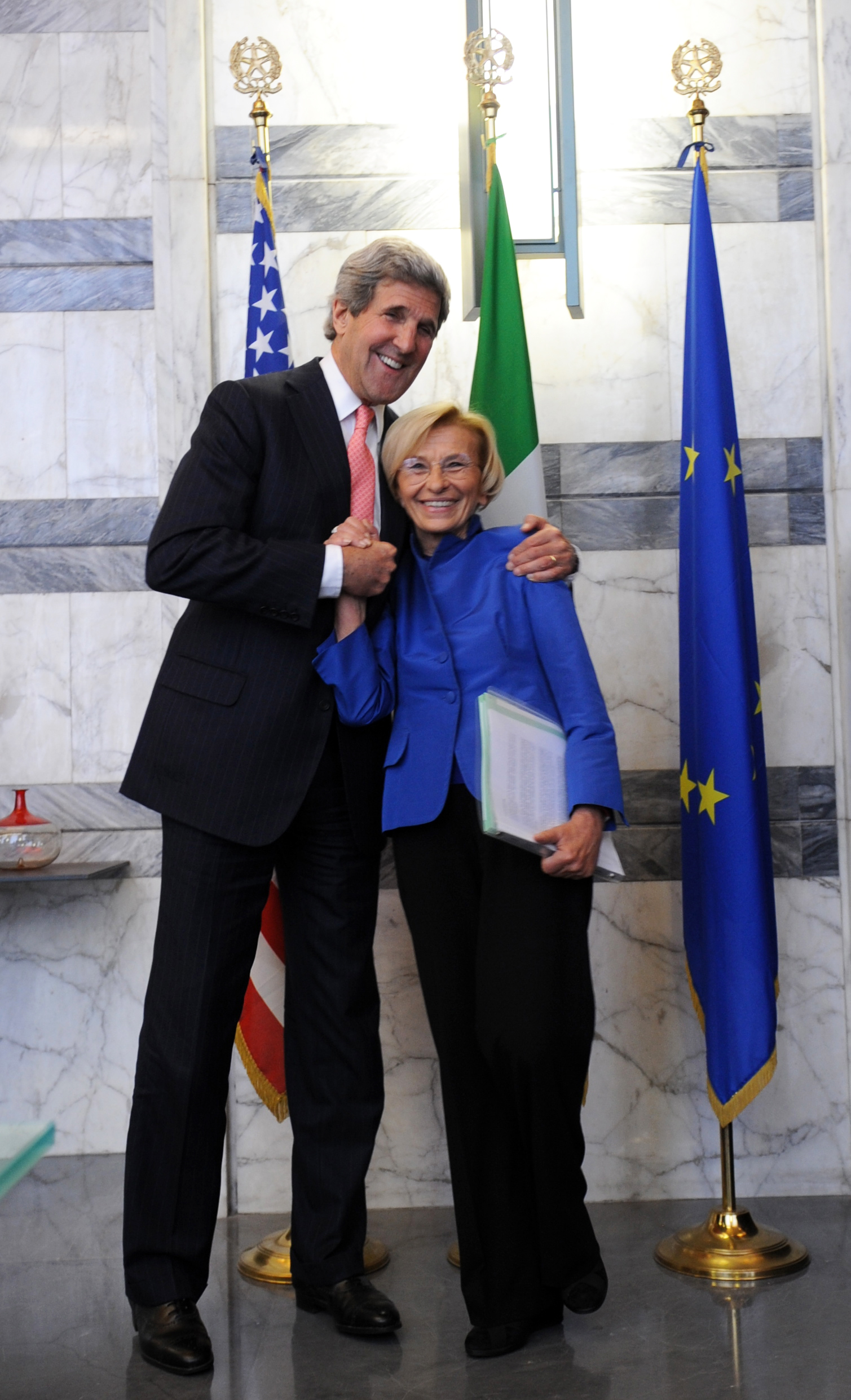
Emma Bonino et John Kerry, secrétaire d'État américain, le 9 mai 2013.

Le 27 avril 2013, quelques semaines après son échec aux élections générales, Emma Bonino, un temps pressentie pour succéder à Giorgio Napolitano à la présidence de la République, est nommée ministre des Affaires étrangères, dans le gouvernement d'union nationale dirigé par le démocrate Enrico Letta, qui rassemble le Parti démocrate (PD), Le Peuple de la liberté (PDL) et Choix civique pour l'Italie (SC). Seconde femme à diriger la diplomatie italienne, après Susanna Agnelli entre 1995 et 1996, elle prête serment le lendemain au palais du Quirinal.

### Depuis 2015: maladie et présence moindre

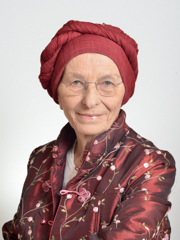
Emma Bonino en 2018.

En janvier 2015, alors qu'elle figure parmi les prétendants à la succession du président Giorgio Napolitano, démissionnaire, elle annonce qu'elle souffre d'un cancer du poumon.
Trois ans plus tard, déclarant avoir surmonté son cancer, elle conduit aux élections parlementaires la coalition centriste +Europa, qui rassemble les Radicaux italiens, Ère progressiste, Forza Europa et le Centre démocrate.
Le 4 mars 2018, cinq ans après sa défaite, elle est à nouveau élue sénatrice (du Latium, dans la circonscription de Rome).
En vue des élections parlementaires anticipées de 2022, elle rompt avec le centriste Carlo Calenda (Az), qui s’allie à Matteo Renzi (IV) au sein d’un Troisième pôle, et décide d’intégrer la coalition de centre gauche menée par le PD d’Enrico Letta. Désignée candidate au Sénat dans la circonscription uninominale Latium-2, Emma Bonino devance largement Carlo Calenda mais est battue de trois points par Lavinia Mennuni (Frères d'Italie), tandis que +Europa ne franchit pas le seuil des 3 % des suffrages exprimés lui permettant d’avoir des élus à la proportionnelle.
Pour les élections européennes de 2024, son parti +Europa ainsi qu'Italia Viva de Matteo Renzi et plusieurs autres petits partis forment une liste commune intitulée « États-Unis d'Europe ». Dans ce cadre, Emma Bonino se présente en tête de liste dans la circonscription de l'Italie du Nord-Ouest et deuxième place sur la liste de l'Italie centrale.